# Amor (João Cândido)
Amor é uma obra de arte de João Cândido, produzida por volta de 1910. Trata-se de um bordado, na forma de uma toalha de rosto, que se tornou um símbolo da resistência de Cândido à repressão da Revolta da Chibata. A obra compõe o acervo do Museu Tomé Portes del Rei, em São João del-Rei, doado à instituição por Antônio Manuel de Sousa Guerra.
Nessa obra, considerada ao mesmo tempo "ingênua" e "dramática", produzida na horizontal sobre o tecido, a palavra "amor" aparece aberta sobre uma faixa, erguida por dois pássaros. Abaixo, há um coração perfurado. Em volta, há flores, borboletas e um beija-flor.
O bordado foi realizado por João Cândido, quando esteve preso na Ilha das Cobras, entre 1910 e 1911. Foi preso com outros participantes da Revolta da Chibata. Amor faz parte de um conjunto de obras realizado por Cândido na prisão, possivelmente como uma "terapia" para expressar o luto pela morte de seus companheiros na revolta, mantidos em situação precária no cárcere.
Amor foi um dos destaques da 34a Bienal de Arte de São Paulo.